# Allard Motor Company
De Allard Motor Company was een Engelse autofabrikant opgericht in 1936 door Sydney Allard. Het bedrijf was tot 1945 gevestigd in Putney, Londen, daarna in Clapham, Londen. Tot de sluiting in 1966 zijn er ongeveer 1900 auto's geproduceerd.

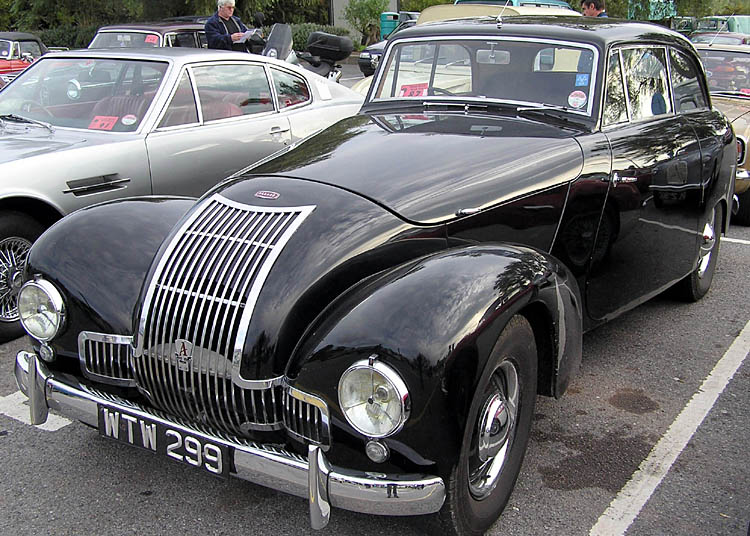
Allard P1 Sports uit 1948

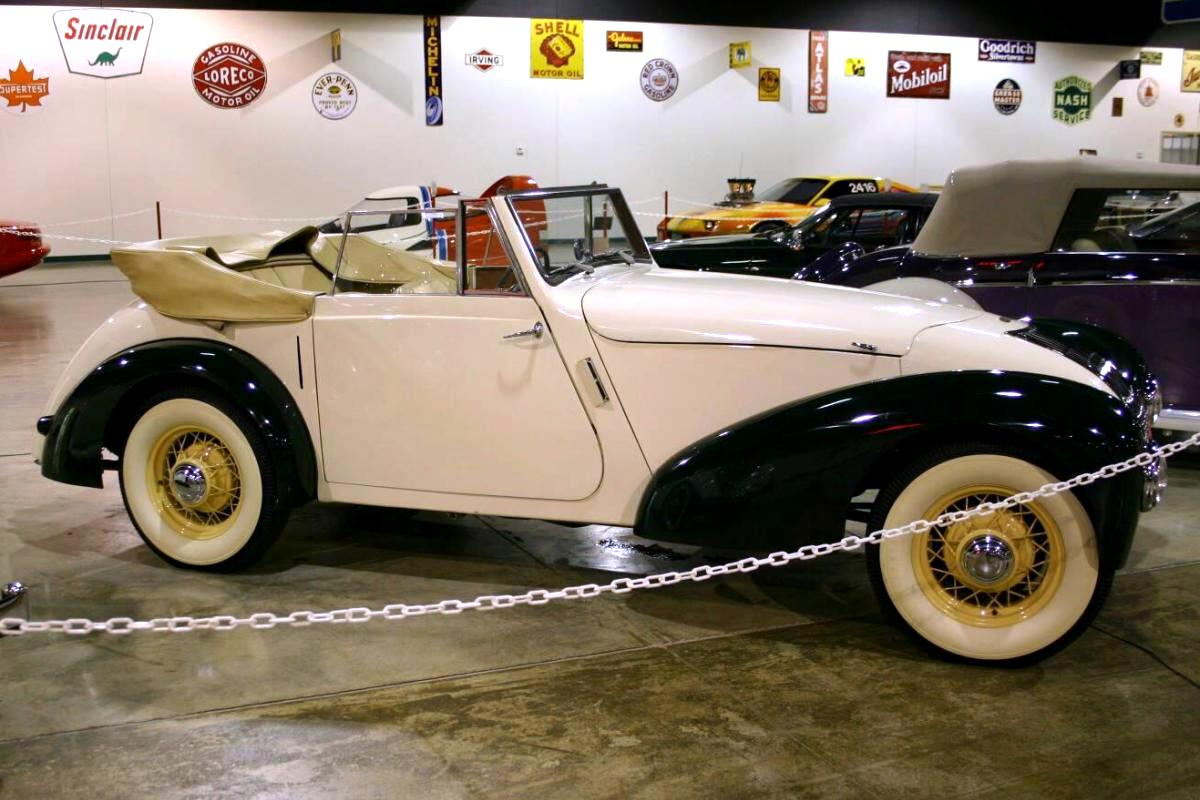
Allard M Drophead Coupé uit 1949

Meestal werd er voor de aandrijving van de Allards een Amerikaanse V8 motor gebruikt. Omdat het kleine, lichte Britse sportauto waren zorgde dit voor indrukwekkende prestaties. Hierdoor waren de auto's sneller dan bijvoorbeeld de  AC Cobra. Carroll Shelby reed in de vijftiger jaren in een Allard.